# Aconitum incisofidum
Aconitum incisofidum är en ranunkelväxtart som beskrevs av Wen Tsai Wang. Aconitum incisofidum ingår i släktet stormhattar, och familjen ranunkelväxter. Inga underarter finns listade i Catalogue of Life.